# Er I bange?
Er I bange?, med undertitlen "Hvad er I bange for?", er en dansk dokumentarlignende spillefilm fra 1971 med instruktion og manuskript af Henning Carlsen.

## Handling
I selskab med den såkaldte Kløvedal-familie - et kollektiv der omkring 1970 førte sig frem i medierne - tager instruktøren tilskuerne rundt blandt mennesker, der på forskellig vis falder uden for det borgerlige samfunds normer. Der er dog også plads til et interview med den konservative politiker Erik Haunstrup Clemmensen. Filmen rummer tillige enetaler af Ebbe Kløvedal Reich og digte fra tidens mest omtalte digtsamling Inger Christensens "det" sat i musik af Burnin Red Ivanhoe.

## Medvirkende
- Ebbe Kløvedal Reich
- Lene Kløvedal
- Nils Kløvedal
- Hanne Kløvedal
- Knud Kløvedal
- Mette Kløvedal
- Kristian Kløvedal
- Henning Carlsen
- Erik Haunstrup Clemmensen
- Jørgen Hatting
- Ellen Glenter